# Philip Burnard Ayres
Philip Burnard Ayres (Thame, Oxfordshire, 12 de dezembro de 1813 - 30 de abril de 1863) foi um médico, botânico e colecionador de plantas britânico. Foi o primeiro cientista a encontrar restos subfósseis de dodô, em 1860.

## Biografia
Inicialmente, ele começou a coletar plantas em sua terra natal, no Reino Unido, e também na França. Em 1856, Ayres foi nomeado pela rainha Vitória a superintendência de quarentena na Flat Island, nas ilhas Maurício, subordinado ao governador Robert Townsend Farquhar. Ayres é particularmente conhecido por suas coleções de plantas feitas enquanto ocupou este cargo. A ele também é creditado o encontro dos primeiros restos subfósseis de dodôs no ano de 1860. Entre 1856 a 1863, viajou através de Madagascar, Seychelles, e as Mascarenhas para desenvolver esta rica coleção de espécimes de plantas do Oceano Índico. Estas amostras estão agora nas coleções herbárias do Museu de História Natural, em Londres, o Royal Botanic Garden Edimburgo, o Royal Botanic Gardens, Kew, o Jardim Botânico do Missouri e do Museu Nacional d'Histoire Naturelle, Paris. Além de coletar, Ayres catalogou e esboçou as plantas na natureza, como era comum entre os naturalistas do século XIX. Ele também planejava escrever um livro sobre a flora da ilha Maurício, mas morreu de febre recorrente em sua casa em Port Louis em 30 de abril de 1863, antes da flora poderia ser realizado. Sua esposa Harriet recolheu seus registros escritos e legou-los para o Royal Botanic Gardens, Kew.